# Xã Wanger, Quận Marshall, Minnesota
Xã Wanger (tiếng Anh: Wanger Township) là một xã thuộc quận Marshall, tiểu bang Minnesota, Hoa Kỳ. Năm 2010, dân số của xã này là 75 người.